# Rockwell Blake
Rockwell Blake (Plattsburgh, 10 de enero de 1951) es un tenor estadounidense, particularmente conocido por sus roles en óperas de Rossini. Fue el primer ganador del Premio Richard Tucker.

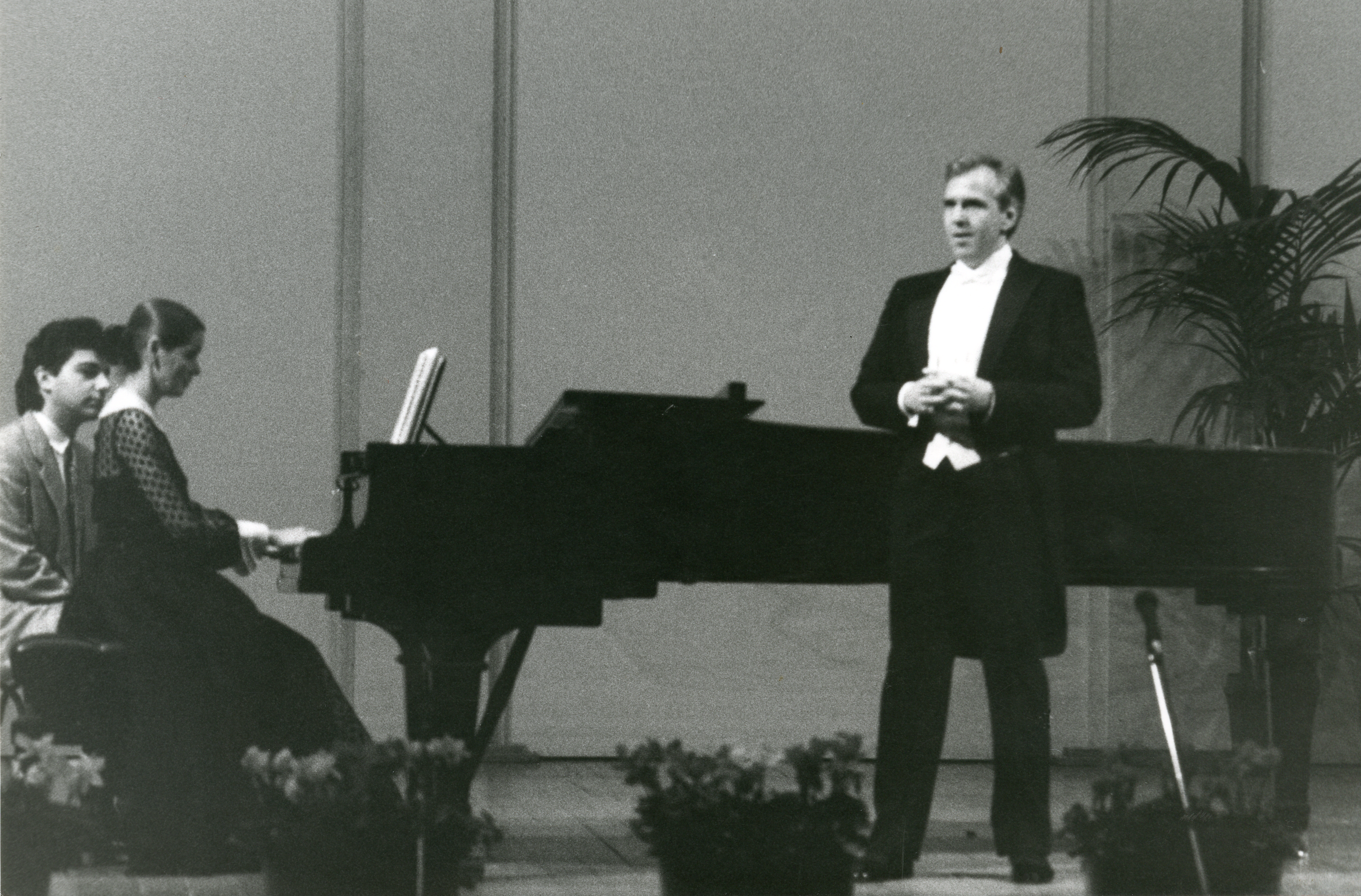
Gira de recital de Rockwell Blake acompañada por Denise Massé en el Teatro Storchi, Módena, Italia

## Biografía
Nacido y criado en Plattsburgh, NY, Blake era el hijo  de un granjero de visones. Después de graduarse de la secundaria en Peru, estudió música primero en la Universidad Estatal de Nueva York en Fredonia y luego en la Universidad Católica de América. Al salir de esa última, sirvió durante tres años en la Armada de los Estados Unidos como miembro del coro masculino Sea Chanters y más tarde como solista en la Banda de la Armada de los Estados Unidos. Durante ese tiempo,  continuó su formación de vocal con Renata Carisio Booth, quién había sido su profesora  desde sus días escolares.
Hizo su debut de ópera en solitario en 1976 en el Centro Kennedy en Washington como Lindoro en L'italiana en Algeri de Rossini, e hizo su debut en el Met en 1981 en el mismo papel, con Marilyn Horne como Isabella. Se convirtió en uno de los principales cantantes rossinianos de su generación, cantando regularmente en el Festival de Ópera de Rossini en Pésaro desde su debut allí en 1983. Hizo su única aparición en el escenario en La Scala en 1992 como Giacomo en La donna del lago. Fue la primera producción de La Scala de la ópera en 150 años y fue puesta en escena para conmemorar el bicentenario del nacimiento de Rossini.
Aunque varios críticos han expresado reservas sobre el timbre intrínseco ligeramente áspero de su voz, su rango de dos octavas y media y su dominio de la técnica vocal florida y la coloratura lo han convertido en un intérprete exitoso no solo de los papeles de tenor contraltino de Rossini (en cuyo renacimiento reciente ha sido un protagonista principal), sino también de óperas de Donizetti, Bellini, Mozart y Handel. Dentro de ese repertorio, Blake ha cantado en más de 40 óperas, incluyendo rarezas relativas como Zelmira de Rossini, Il furioso all'isola di San Domingo de Donizetti, Zaide de Mozart, L'infedeltà delusa de Haydn o La dame blanche de Boieldieu. Blake también ha participado activamente en el repertorio orquestal y oratorios, actuando en obras de Bach, Beethoven, Berlioz, Britten, Handel, Haydn, Mendelssohn, Mozart, Rossini, Saint-Saëns y Stravinsky
Desde 2001 se ha dedicado cada vez más a la docencia y ha impartido clases magistrales en la Associazione Lirica e Concertistica Italiana en Milán, el Conservatorio de Paris, la Academia Nacional de Santa Cecilia en Roma, la Universidad Duke en Carolina del Norte, la Universidad Estatal de Nueva York. en Plattsburgh, la Ópera Estatal de Hamburgo y el programa de artistas jóvenes de la Opera lirica de Chicago.
Sus últimas apariciones en el escenario de ópera fueron como Uberto en La donna del lago (Lisboa, 2005) y como Libenskoff en Il viaggio a Reims (Montecarlo, 2005). Actualmente reside en Plattsburgh, Nueva York y se desempeña como consultor vocal para el Departamento de Música de la Universidad Estatal de Nueva York en Plattsburgh.

## Premios y distinciones
- Premio de Tucker del Richard, 1978
- Omicron Delta Kappa, 1988, SUNY Plattsburgh
- Cavaliere Ufficiale, Ordine al Merito della Repubblica Italiana, 1994
- Diapason d'O de l'Année, 1994
- Honorary Grado @– Doctor de Música, Universidad Estatal de Nueva York en Plattsburgh, 1988
- Victoire de la Musique, 1997
- Chevalier de l'Ordre des Artes et des Lettres de la République française, 2000
- Magnífico Prix du Palmarès des Palmarès, 2004

Óperas
- Boieldieu – La Dame blanche, Director Marc Minkowski (CD Angel/EMI)
- Donizetti – Alina, Regina di Golconda, Director Antonello Allemandi (CD Nuova Era)
- Donizetti – Marin Faliero, Director Ottavio Dantone (DVD Hardy Clásico)
- Mozart – Mitridate Re di Ponto, Director Theodor Guschlbauer (#DVD Artes de Euro)
- Rossini – Il barbiere di Siviglia, Director: Bruno Campanella (CD Nuova Era)
- Rossini – La Donna del Lago, Director: Riccardo Muti (CD Philips)
- Rossini – La Donna del Lago, Director: Riccardo Muti (DVD La Scala Colección)
- Rossini – La Donna del Lago, Director: Claudio Scimone (CD Ponto)
- Rossini – Elisabetta Regina d'Inghilterra, Director Gabriele Ferro (DVD Hardy Clásico)
- Meyerbeer – Robert le Diable, Director Thomas Fulton (DVD Encore)

Recitales
- Aires d'Opéras Français (CD EMI)
- El Rossini Tenor (CD Arabesque Registros)
- Encore Rossini (CD Arabesque Registros)
- El Mozart Tenor (CD Arabesque Registros)
- Rossini Melodías (CD EMI)
- Participación en El Rossini Bicentennial Gala de Cumpleaños (VHS/Laserdisc y CD EMI)